# میشل تورو
میشل تورو (انگلیسی: Michelle Toro؛ زادهٔ ۲ ژانویهٔ ۱۹۹۱) ورزشکار ورزش شنا اهل کانادا است.
وی در مسابقات کشوری و بین‌المللی در مجموع برندهٔ ۲ مدال طلا و ۴ مدال برنز شده‌است.